# Timo Hastenpflug
Timo Hastenpflug (* 1984 in Kassel) ist ein deutscher Schauspieler.

## Leben
Timo Hastenpflug absolvierte sein Schauspielstudium von 2008 bis 2012 an der Hochschule für Musik und Theater „Felix Mendelssohn Bartholdy“ in Leipzig. Während seiner Ausbildung war er ab der Spielzeit 2010/11 zwei Jahre Ensemblemitglied am Theater Chemnitz, wo er u. a. in Inszenierungen von Dieter Boyer, Philip Tiedemann und Enrico Lübbe auftrat.
In der Spielzeit 2012/13 war er am Hessischen Landestheater Marburg engagiert. Dort spielt er u. a. den Stanley Kowalski in Endstation Sehnsucht. Es folgten Engagements an den Landesbühnen Sachsen und an der Neuköllner Oper.
Ab der Spielzeit 2014/15 war er bis 2017 am Theater Magdeburg engagiert und arbeitete dort u. a. unter der Regie von Jan Koslowski, Susanne Lietzow, Philipp Löhle, Hakan Savaş Mican, Krzysztof Minkowski. Zu seinen Hauptrollen am Theater Magdeburg gehörten u. a. der Gerichtsrat Walter in Der zerbrochne Krug, Sebastian in Was ihr wollt und Valère in Tartuffe.
In der Spielzeit 2020/21 ist Hastenpflug als Gast am Hans Otto Theater in Potsdam engagiert.
In der 17. Staffel der ZDF-Serie SOKO Wismar (2020) übernahm Hastenpflug eine der Episodenhauptrollen als tatverdächtiger Kampfschulen-Besitzer Mats Zepf.
Hastenpflug lebt in Berlin.

## Filmografie (Auswahl)
- 2011: Konterrevolution (TV-Film, R: Bernd Fischerauer)
- 2020: SOKO Wismar: Schlafende Hunde (Fernsehserie, eine Folge)
- 2023: Gute Zeiten, schlechte Zeiten (Fernsehserie)
- 2024: Pinki (Kinofilm)